# Channa marulius

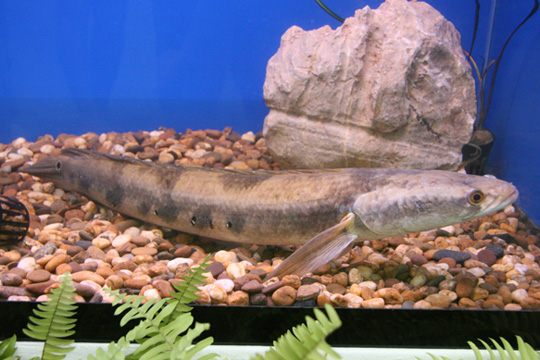
Vista lateral

Channa marulius és l'espècie més grossa de la família de peixos dels cànnids.

## Descripció
- Fa 183 cm de llargària màxima[2] (encara que la seua mida normal és de 46)[3] i 30 kg de pes.[3] El creixement minva amb l'edat, però el major augment de pes succeeix durant el segon any de vida.[4]
- Cos allargat, amb una llarga aleta dorsal, fosses nasals tubulars, un ocel a prop de la base de la part superior de l'aleta caudal i un punt de color taronja al peduncle caudal.[5] Els juvenils poden tindre un reguitzell de taques fosques al llarg dels flancs.
- Boca grossa i amb una mandíbula inferior que conté de set a 18 dents canines. Presència de dents prevomerianes, però absència de les palatines.
- Sense escates a la regió gular del cap. 10 fileres d'escates entre l'angle propercular i la vora posterior de l'òrbita ocular.
- 45-55 radis a l'aleta dorsal, 28-36 a l'anal, 16-18 a la pectoral i 6 a la pelviana.
- La longitud de l'aleta pectoral és, si fa no fa, la meitat de la llargada del cap.
- 60-70 escates a la línia lateral. 16 escates predorsals.
- Els juvenils respiren aire de manera optativa, mentre que els adults ho fan de manera obligatòria (amb un màxim de consum d'oxigen durant la nit).[6]
- Té la capacitat de desplaçar-se per terra en distàncies curtes.[7][8]

## Reproducció
Té lloc durant la major part de l'any i pot variar lleugerament depenent de l'indret. Basteix nius flotants amb herbes i fulles per a fer-hi la posta d'aproximadament 500 ous de color taronja-groc, els quals es desclouen al cap de 54 hores si la temperatura és de 16-26 °C i de 30 hores si és de 28-33 °C. Les larves són custodiades pels progenitors fins que assoleixen els 10 cm de longitud.

## Alimentació
És un depredador que es nodreix de peixos, granotes, serps, insectes, cucs de terra i capgrossos. Hi ha informes que asseguren que també poden menjar aus aquàtiques i rosegadors.

## Depredadors
A Florida, on ha estat introduït, és depredat per la perca americana (Micropterus salmoides) i Cichla ocellaris.

## Hàbitat i distribució geogràfica
És un peix d'aigua dolça, bentopelàgic, potamòdrom i de clima tropical (24 °C-28 °C), el qual viu a Àsia: els canals, llacs i pantans de corrents lents (amb substrats sorrencs i rocallosos i amb vegetació aquàtica submergida) i els boscos inundants des del Pakistan, l'Índia (Andhra Pradesh, Arunachal Pradesh, Assam, Bihar, Chandigar, Chhattisgarh, Dadra i Nagar Haveli, Daman i Diu, el districte de Darjeeling, el Territori de la Capital Nacional de Delhi, Goa, Gujarat, Haryana, Himachal Pradesh, Jammu i Caixmir, Jharkhand, Karnataka, Kerala, Madhya Pradesh, Maharashtra, el districte de Mahe, Manipur, Meghalaya, Mizoram, Orissa, Pondicherry, Panjab, Rajasthan, Tamil Nadu, Tripura, Uttarakhand, Uttar Pradesh, Bengala Occidental i el districte de Yanam), Bangladesh, Sri Lanka, el sud del Nepal i la Xina fins a Tailàndia, Cambodja, Myanmar, Laos, el Vietnam i Indonèsia, incloent-hi les conques dels rius Kabul, Indus, Gran Gandak, Gogra i Mekong. Ha estat introduït als llacs i canals dels comtats de Broward i de Palm Beach (Florida, els Estats Units).

## Observacions
Pot mossegar quan és capturat, els mascles són territorials, apareix al Catàleg espanyol d'espècies exòtiques invasores (encara que no hi ha pas constància de la seua presència en cap conca de l'Estat espanyol) i és important a nivell comercial, en aqüicultura (en estanys, arrossars, etc.), en la pesca esportiva i com a peix d'aquari.